# Juraci Moreira
Juraci Moreira Júnior (Curitiba, 2 mei 1979) is een Braziliaans triatleet uit Curitiba. In 1998 werd hij Braziliaans kampioen triatlon. Hij nam driemaal deel aan de Olympische Spelen, maar won hierbij geen medailles.
Moreira deed in 2000 mee aan de eerste triatlon op de Olympische Zomerspelen van Sydney. Hij behaalde een 22e plaats in een tijd van 1:50.44,79. Vier jaar later, op de Olympische Spelen van Athene, deed hij opnieuw mee. Hij behaalde een 41e plaats met een tijd van 2:02.35,99. Ten slotte werd hij 26e op de Olympische Spelen van 2008 in Peking.

## Titels
- Braziliaans kampioen triatlon - 1998

## Palmares

### aquatlon
- 2003: 8e WK in Nieuw-Zeeland

### triatlon
- 1998: 57e WK junioren in Lausanne - 2:10.34
- 1999: 52e WK olympische afstand in Montreal - 1:49.55
- 2000: 22e Olympische Spelen van Sydney - 1:50.44,79
- 2004: DNF 2004
- 2004: 41e Olympische Spelen van Athene - 2:02.35,99
- 2007:  Pan-Amerikaanse Spelen in Rio de Jeneiro - 1:52.54,79
- 2008: 26e Olympische Spelen van Peking - 1:51.35,57
- 2010: 60e WK sprintafstand - 59.24
- 2011: 105e WK olympische afstand - 160 p
- 2012: 101e WK olympische afstand - 296 p
- 2014: 179e WK olympische afstand - 37 p